# Werlte
Die Stadt Werlte ist der Verwaltungssitz der Samtgemeinde Werlte im Nordosten des Landkreises Emsland in Niedersachsen (Deutschland).

## Geografie

### Lage
Werlte liegt ein paar Kilometer östlich des Hümmlings, eines Geestrückens im Emsland. Unweit der Stadt befinden sich die Quellgebiete von Nordradde und Loruper Beeke im Westen sowie Mittelradde und Marka im Osten. Diese Fließgewässer gehören zum Einzugsgebiet der Ems, die 25 km westlich von Werlte bzw. 10 km westlich des Hümmlings fließt. Die Hase, ein weiterer Nebenfluss der Ems, verläuft 16 km weiter südlich.

### Stadtgliederung
| Neben dem Hauptort Werlte gehören noch folgende Ortschaften zur heutigen Stadt: 1. Bockholte (mit Gut Einhaus) 2. Ostenwalde 3. Wehm (mit dem Menschenberg) 4. Wieste | Stadt Werlte im Landkreis Emsland |

### Nachbargemeinden
Nachbargemeinden sind im Norden die Gemeinden Lorup (nicht direkt angrenzend) und Rastdorf, im Osten die Gemeinden Vrees und Lindern (Landkreis Cloppenburg), im Südosten die Stadt Löningen (Landkreis Cloppenburg), im Süden die Gemeinden Lahn und Lähden (Samtgemeinde Herzlake), im Westen die Gemeinden Sögel und Spahnharrenstätte in der Samtgemeinde Sögel.

## Bevölkerung
Werlte hat wegen seiner jahrhundertelangen Zugehörigkeit zum Hochstift Münster eine ursprünglich stark römisch-katholisch geprägte Einwohnerschaft. Diese Homogenität wurde erst Mitte des 20. Jahrhunderts aufgebrochen. Im Zweiten Weltkrieg wurden auf den Bauernhöfen als Ersatz für die zum Kriegsdienst eingezogenen Männer zeitweise zwangsrekrutierte Arbeitskräfte aus dem besetzten Polen und Russland eingesetzt. Von den Vertriebenen, die nach dem Krieg gekommen waren, blieb nur ein Teil; viele wanderten bald in dichter industrialisierte Gebiete wie das Ruhrgebiet weiter. Aus dieser Zeit stammt die kleine evangelische Kirche. Ein Gastarbeiterzuzug in den 1960er und 1970er Jahren fand überhaupt nicht statt. Entscheidend mitgeprägt wurde Werlte durch die in den 1990er Jahren eingewanderten Russlanddeutschen überwiegend aus Südsibirien und Kasachstan. Daneben sind in den letzten 20 Jahren auch Rentner aus Ballungsräumen zugezogen, die die Natur und die Ruhe der Umgebung schätzen.

## Geschichte

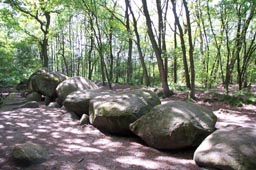
Steingrab von Werlte

### Vorgeschichte
Das Ganggrab „De hoogen Steener“ (Sprockhoff Nr. 830), 3 km nördlich des Ortes, stammt aus der Jungsteinzeit (3500–2800 v. Chr.) und ist der früheste Beleg einer Besiedlung des Raumes. Mit einer Kammerlänge von 27,5 m ist es das größte Ganggrab überhaupt. Während die Steine der vermutlich ovalen Einfassung fast völlig fehlen, sind die einst 39 Trag- und 15 Decksteine weitgehend vorhanden.
Im Ortsteil Ostenwalde wurde ein Hünengrab (Ganggrab von Ostenwalde) versetzt und liegt jetzt im Ort, jedoch am Straßenrand. Die Anlage liegt an der Straße der Megalithkultur.

### 11. Jahrhundert
Die Ortschaft Werlte wurde im 11. Jahrhundert erstmals urkundlich als werlidde bzw. werelithe als Besitzung des Klosters Corvey um 834/854 erwähnt. Die Ortschaften des Hümmling waren diesem Kloster im hohen Mittelalter Zehnt-pflichtig.

### 19. Jahrhundert
Werlte war wie der gesamte Hümmling bis 1803 Teil des Amtes Meppen im Niederstift Münster. Erst wurde es an das Herzogtum Arenberg-Meppen angegliedert, dann war es ab 1810 Teil des Kaiserreichs Frankreich und kam 1815 an das Königreich Hannover und mit diesem 1866 an Preußen. Der Hümmling wurde im Heiligen Römischen Reich als „freier Hümmling“ bezeichnet, da die Bauern in ihm, wahrscheinlich aufgrund seiner geringen Erschließung und kargen Lebensbedingungen, nicht persönlich abhängig waren.
Ein bekannter Einwohner Werltes war Albert Trautmann (1867–1920), dem an der Ecke Kellerstraße/Hauptstraße ein Denkmal gesetzt wurde. Er ist u. a. der Verfasser der „Hümmlinger Skizzen“. Viele Einrichtungen tragen heute seinen Namen, so auch die von ihm geleitete Apotheke an der Hauptstraße und die Albert-Trautmann-Schule. Er wurde auf dem Alten Friedhof in Werlte begraben.

### 21. Jahrhundert
Seit dem 22. März 2017 hat Werlte den Status einer Stadt.

### Eingemeindungen
Mit dem Gesetz zur Neugliederung der Gemeinden in den Räumen Leer und Aschendorf-Hümmling wurden am 1. Januar 1973 die Gemeinden Bockholte, Ostenwalde, Wehm und Wieste in die Gemeinde Werlte eingegliedert.
Die Struktur der umliegenden Gemeinden ist mehr landwirtschaftlicher Art, während sich der zentrale Ort Werlte nicht zuletzt durch den Emslandplan in den vergangenen Jahrzehnten zu einem beachtlichen Industriestandort und regionalen Einkaufszentrum entwickelt hat.

### Einwohnerentwicklung
(einschließlich eingemeindeter Ortsteile)

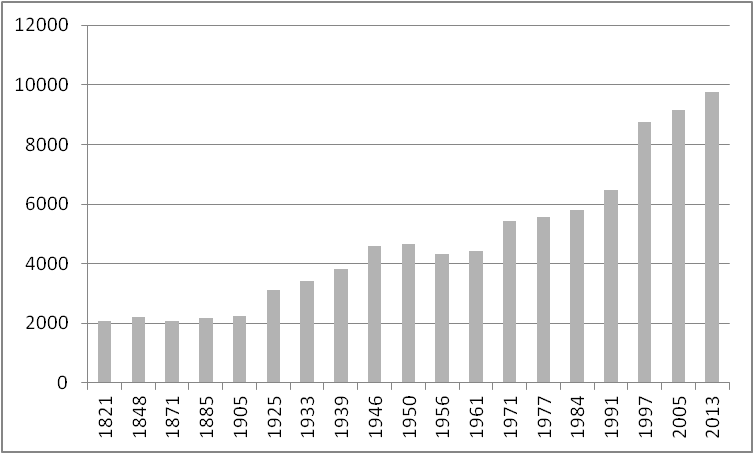
Einwohnerentwicklung von Werlte zwischen 1821 und 1971

| Jahr | Einwohner |
| ---- | --------- |
| 1821 | 2.074     |
| 1848 | 2.202     |
| 1871 | 2.085     |
| 1885 | 2.179     |
| 1905 | 2.255     |
| 1925 | 3.119     |
| 1933 | 3.406     |
| 1939 | 3.832     |
| 1946 | 4.588     |
| 1950 | 4.676     |
| 1956 | 4.316     |
| 1961 | 4.441     |
| 1971 | 5.445     |
| 1977 | 5.536     |
| 1979 | 5.723     |
| 1980 | 5.775     |
| 1981 | 5.790     |
| 1982 | 5.748     |

| Jahr | Einwohner |
| ---- | --------- |
| 1983 | 5.774     |
| 1984 | 5.803     |
| 1985 | 5.800     |
| 1986 | 5.835     |
| 1987 | 5.834     |
| 1988 | 5.871     |
| 1989 | 5.979     |
| 1990 | 6.164     |
| 1991 | 6.481     |
| 1992 | 6.965     |
| 1993 | 7.359     |
| 1994 | 7.737     |
| 1995 | 8.290     |
| 1996 | 8.444     |
| 1997 | 8.740     |
| 1998 | 8.637     |
| 1999 | 8.704     |
| 2000 | 8.749     |

| Jahr | Einwohner |
| ---- | --------- |
| 1999 | 8.704     |
| 2000 | 8.749     |
| 2001 | 8.849     |
| 2002 | 8.919     |
| 2003 | 9.059     |
| 2004 | 9.097     |
| 2005 | 9.165     |
| 2006 | 9.308     |
| 2007 | 9.388     |
| 2008 | 9.358     |
| 2009 | 9.338     |
| 2010 | 9.389     |
| 2011 | 9.482     |
| 2012 | 9.545     |
| 2013 | 9.742     |
| 2014 | 9.988     |
| 2015 | 10.077    |
| 2016 | 10.168    |

## Politik

### Gemeinderat
Der Rat der Stadt Werlte besteht aus 25 Ratsfrauen und Ratsherren. Dies ist die festgelegte Anzahl für eine Mitgliedsgemeinde einer Samtgemeinde mit einer Einwohnerzahl zwischen 9.001 und 10.000 Einwohnern. Die Ratsmitglieder werden durch eine Kommunalwahl für jeweils fünf Jahre gewählt. Die aktuelle Amtszeit begann am 1. November 2021 und endet am 31. Oktober 2026.
| Partei | 2021 | 2016 | 2011 |
| ------ | ---- | ---- | ---- |
| CDU    | 15   | 18   | 19   |
| SPD    | ..5  | ..7  | ..6  |
| FDP    | ..3  | –    | –    |
| Grüne  | ..2  | –    | –    |

### Wappen
Von Rot und Gold geteilt, darin in verwechselten Farben oben ein Hünengrab, unten ein fünfspeichiges Zahnrad. Werlte, im Jahre 854 als Werelithe bezeichnet, war von jeher im Besitz des Klosters Corvey.
Das Wappen dieses Klosters, der von Rot und Gold geteilte Schild, liegt dem Wappen von Werlte zu Grunde. Im Bereich der Stadt gibt es zahlreiche Großsteingräber, darunter die Hoogen Stainer mit der längsten Steinkammer Deutschlands.
Als Zeichen für die Haupterwerbszweige der Einwohner (Handel, Gewerbe, eisenverarbeitende Industrie und Textilindustrie) wurde ein Zahnrad gewählt, das mit seinen fünf Speichen die Zusammengehörigkeit der Orte Bockholte, Ostenwalde, Wehm, Werlte und Wieste symbolisiert.

### Städtepartnerschaft
Seit dem 8. September 2005 besteht eine Partnerschaft zwischen Werlte und der Stadt Lidzbark Warmiński (deutsch: Heilsberg) in Polen. In Werlte wurde die Heimatstube der Kreisgemeinschaft Heilsberg eingerichtet.

## Kultur und Sehenswürdigkeiten

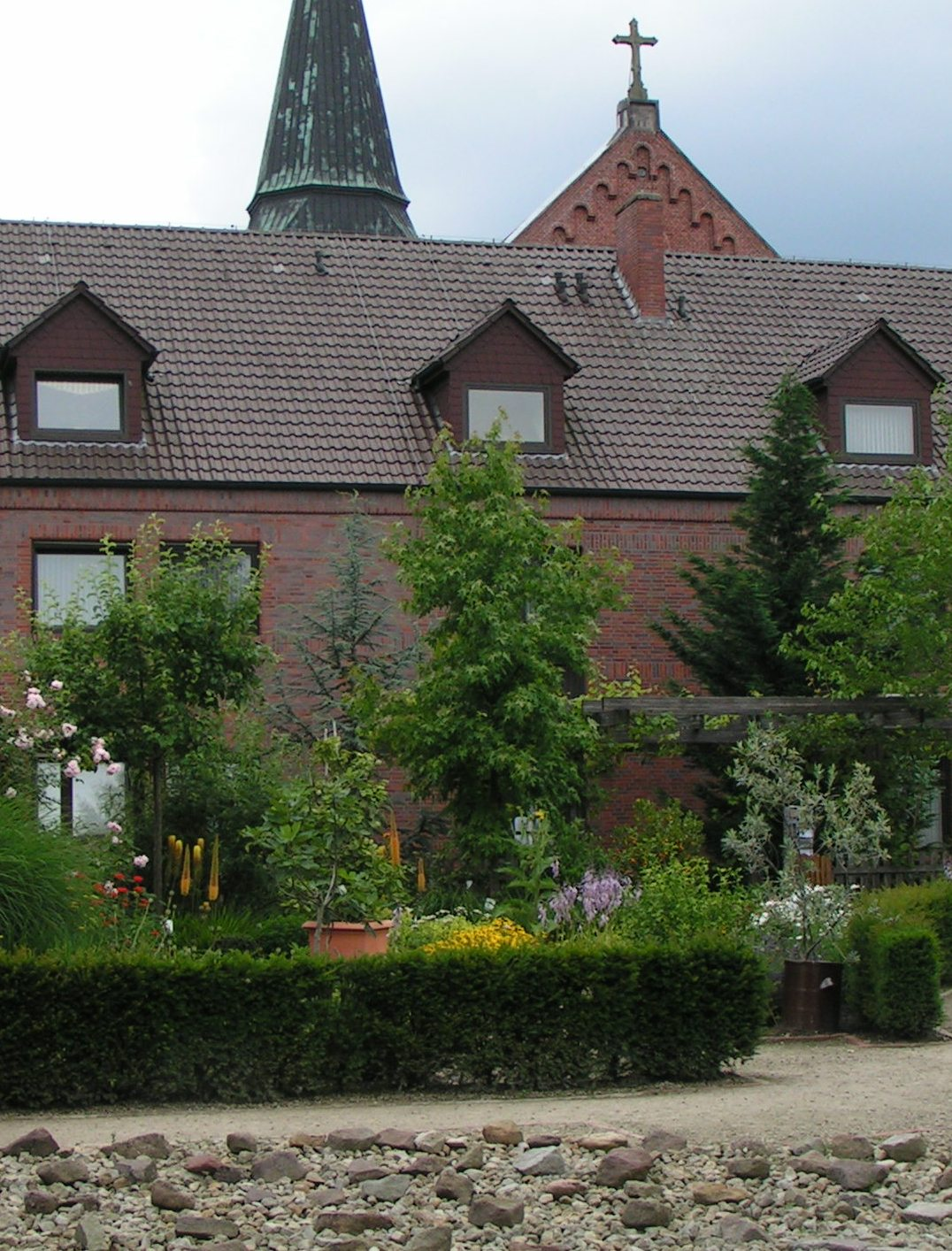
Bibelgarten der Gemeinde St. Sixtus

- Außerhalb des Ortes befindet sich das Großsteingrab De hoogen Steener. Bei Ausgrabungen von 1864 und 1906  wurden Scherben und Feuersteingeräte aus der Zeit von 3500 bis 2800 v. Chr. gefunden, die der Trichterbecherkultur zugerechnet werden.
- Die katholische Kirche St. Sixtus Werlte findet eine erste urkundliche Erwähnung im Jahr 1100 in den Urkunden des Klosters Corvey. Eine erste Kirche aus Findlingssteinen ist für das Jahr 1344 belegt. Ein Neubau wurde 1832 eingeweiht. Im Zweiten Weltkrieg wurde die Kirche bei einem Luftangriff zerstört und nach dem Krieg wieder aufgebaut.
- Die katholische Kirchengemeinde St. Sixtus unterhält im Ortszentrum einen Bibelgarten. In dem Garten sind über 80 verschiedene Pflanzen zu sehen, die einen Bezug zur Bibel haben.[8]
- Die evangelische Lukaskirche Werlte befindet sich in einer erweiterten und ausgebauten Bartning-Notkirche. Die Notkirche wurde nach Plänen des Architekten Otto Bartning (1883–1959) im Auftrag des Lutherischen Weltbundes (Lutheran World Federation) als „Fertighaus“ erbaut und 1951 eingeweiht.
- Innerhalb der Stadt liegen die Naturschutzgebiete Theikenmeer und Bockholter Dose. Am Schutzgebiet Theikenmeer wurde 2023 die Naturparkstation Theikenmeer mit Aussichtsturm und Rundwanderweg eröffnet.

## Gemeinnützige Einrichtungen
| - Sportverein SV Sparta Werlte - Schützenbrüderschaft St. Sebastianus - St. Sebastianus Orchester - Kreutzmanns Mühle - Heimatverein Werlte - Haus der Begegnung - Hermann-Droste-Park - Kolpingsfamilie Werlte - evangelische Kirchengemeinde Werlte | - Katholische Jugend Werlte - Motorsportclub „Hümmling“ Werlte - Freiwillige Feuerwehr Werlte - Deutsches Rotes Kreuz, Ortsverein Werlte - Reitverein RUF Werlte - Nikolausverein Werlte - Förderverein der Grundschule Werlte e. V. - Bogensportclub (BSC) Werlte e. V. - Western und Rodeo-Club Hümmling e. V. |

## Wirtschaft und Infrastruktur

### Verkehr

#### Straßenverkehr
Von Lathen und der B 70 aus ist Werlte über die Landesstraße 53 zu erreichen. Über die Landesstraße 837 erreicht man Lastrup und die B 213.

#### Schienenverkehr
Werlte liegt an der Bahnstrecke Lathen–Werlte. Die Strecke wird nur im Güterverkehr bedient.

#### Busverkehr
Vom Busbahnhof Werlte verkehren Buslinien verschiedener Anbieter in die Nachbarstädte. Diese sind dabei nicht in einen Verkehrsverbund integriert. Die meisten Fahrten verkehren nur werktags und sind auf den Schülerverkehr abgestimmt. Eine Buslinie verkehrt im Sommerhalbjahr im Zuge der Emsland-Route an Wochenenden als „Hümmling-Linie“ des „Emsland RADexpress“ durchgehend zwischen Lathen, Sögel, Werlte und Vrees.

### Wirtschaft
Werlte ist von Handwerksbetrieben und mittelständischen Unternehmen geprägt. Es dominieren der Maschinenbau und die Zuliefererindustrie für die Fahrzeugfabrik Krone. Weiterhin ist der Handel recht stark, da die nächstgelegenen Mittelzentren alle mindestens etwa 30 km entfernt liegen und dadurch ein großer Teil der Kaufkraft im Ort bleibt. Dennoch musste 2001 – nach einer überdimensionierten Erweiterung – ein großes Möbelhaus aufgeben, das erst kürzlich im neuen Gewand wieder öffnen konnte.
Stark negativ hat sich der Abzug des Bundeswehr-Transportbataillons 120 in der örtlichen Hümmling-Kaserne (1968 bis 2003) ausgewirkt, in die zuletzt im Jahr 2000 noch 4 Mio. Euro für die Einrichtung einer Ausbildungskompanie investiert worden waren.
Außerdem wurden bis Anfang der 1990er Jahre die kleinen Textilfabriken geschlossen. Die Landwirtschaft ist ebenfalls fast ganz verschwunden; lediglich in den Ortschaften Wehm, Wieste und Bockholte gibt es noch mehrere Haupterwerbsbetriebe.
Das ansässige Fahrzeugwerk Krone produziert mit 950 Mitarbeitern Lkw-Anhänger und Sattelauflieger. Nach der Übernahme des Großteils des ehemaligen Kasernengeländes werden auf einer Fläche von 70 ha jährlich etwa 30.000 Fahrzeug-Einheiten gefertigt. 
Seit 2013 betreibt ein Konsortium von Audi, der SolarFuel GmbH, dem Zentrum für Sonnenenergie und Wasserstoff-Forschung, dem Fraunhofer-Institut für Windenergie und Energiesystemtechnik und der EWE Energie AG eine Anlage zur Produktion von synthetischem Kraftstoff. Seit Oktober 2021 wird in einem Power-to-Liquid-Verfahren auch E-Kerosin für den Flugverkehr hergestellt. Betreiber ist das Berliner Unternehmen Atmosfair.

## Sonstiges
Eine kulinarische Werlter Spezialität ist der original „Bookweiten Janhinnerk“, ein Pfannkuchen („Pannekauken“) aus dem Mehl des Buchweizen und Ei, der mit Apfelmus serviert wird.
„Echter Werlter Korn“, auch als „Echter Werlter“ bezeichnet, wird seit Jahrzehnten in Werlte an der Hauptstraße in der familieneigenen Kornbrennerei von Walter Deitermann gebrannt.
Der Hümmling um Werlte ist touristisch erschlossen und wird als Erholungsgebiet genutzt. Zu den Ausflugszielen des Hümmlings gehören die Naturparkstation Theikenmeer, der Eleonorenwald, das Schloss Clemenswerth bei Sögel, die Papenburger Meyer-Werft, die Magnetschwebebahn Transrapid in  Lathen sowie weitere Museen und Kulturdenkmäler.

## Persönlichkeiten

### Söhne und Töchter der Stadt
- Robert Gerbrand (* 26. September 1903; † 12. August 1961 in Misburg), katholischer Pfarrer
- Josef Stecker (* 7. Dezember 1916 in Wehm, heute Werlte; † 24. Januar 2008 in Meppen), Jurist und Politiker (CDU)
- Jan Käter (* 24. November 1937), Motorrad-Bahnrennfahrer
- Ingrid Matthäus-Maier (* 9. September 1945), Politikerin (SPD, früher FDP) und Bankmanagerin
- Heinz Breer (* 8. Juli 1946 in Wieste), Biologe und Neurophysiologe

### Persönlichkeiten, die in Werlte gewirkt haben
- Kai Huckenbeck (* 23. Februar 1993 in Wuppertal), Speedwayfahrer
- Albert Trautmann (* 21. Dezember 1867 in Sögel; † 12. September 1920 in Werlte), Apotheker und Schriftsteller